# Dycladia vitrina
Dycladia vitrina là một loài bướm đêm thuộc phân họ Arctiinae, họ Erebidae.